# Ålkistan

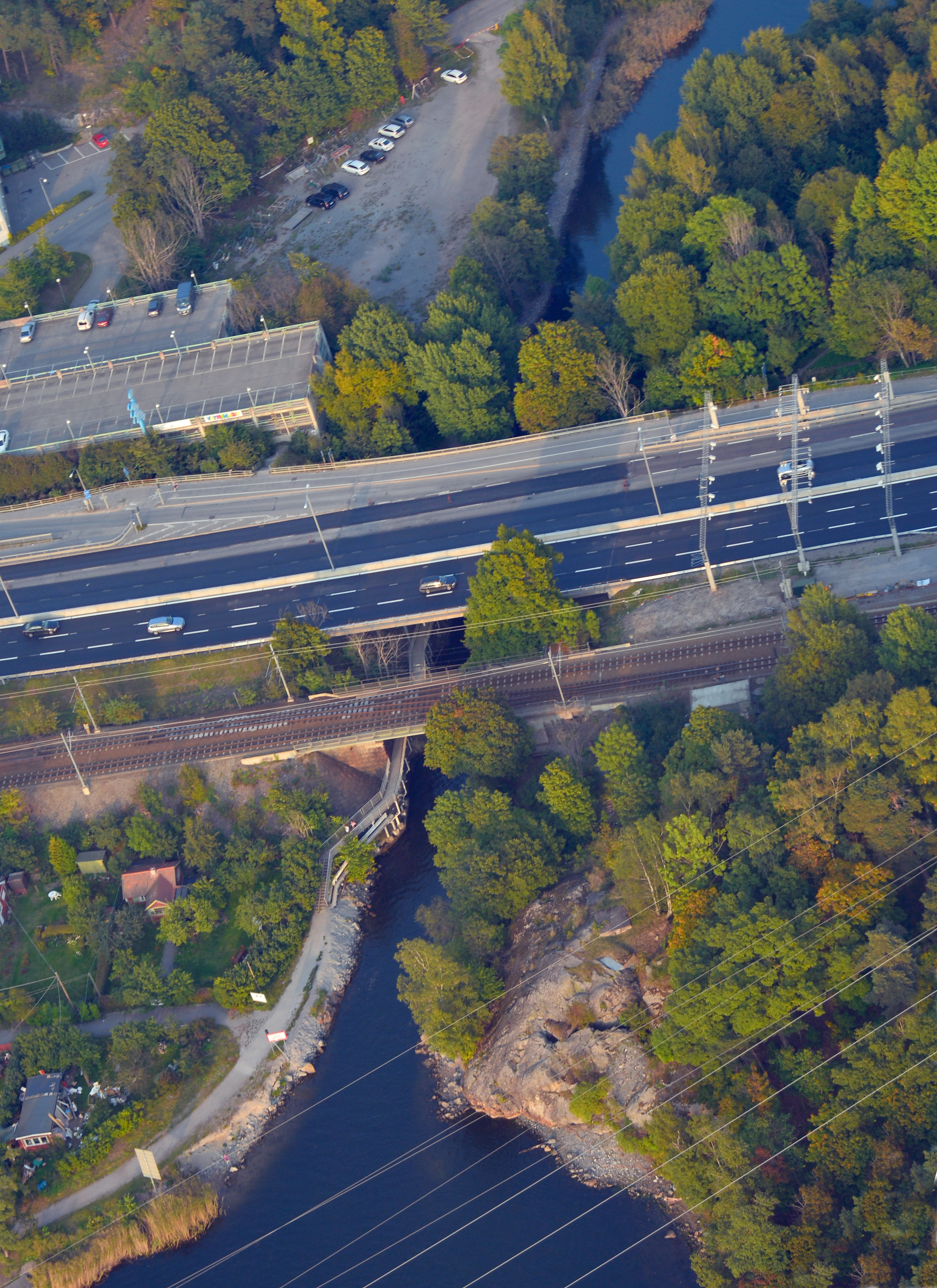
Flygfoto september 2014.

Ålkistan kallas området kring Brunnsvikens anslutning till Saltsjön och även kanalen mellan Brunnsviken och Lilla Värtan i Stockholms län. Ålkistekanalen sprängdes fram 1863–1864. Över Ålkistekanalen leder Ålkistebron för Roslagsbanan och Roslagsvägen; vid Roslagsbanan fanns det en hållplats Ålkistan mellan 1885 och 1923. Nuvarande fasta väg- och järnvägsbroarna över Ålkistekanalen uppfördes 1936–1937 och ersatte då två öppningsbara broar.

## Geografiska läget
Kanalen avgränsar Bergshamra i Solna kommun i norr och Norra Djurgården i Stockholms kommun i söder. Området ingår i Kungliga Nationalstadsparken.

## Historik
Namnet är belagt sedan 1640-talet som åle kÿstan och härrör från en fångstanordning, en ålkista, som fanns här i vattendraget, kallat Ålkistebäcken, vilken gick i sundet mellan Brunnsviken och Saltsjön. På en karta över Bergshamra gårds ägor från 1709 är området söder om Ålkistan benämnt Bergshammar äng. Vid Ålkistebäcken, som då var en farbar å, är en ”Qvarn” inritad och söder om den ser man ett litet hus benämnt ”Mjölnarstugu”. Förmodligen fanns där en damm och en mindre vattenkvarn som nyttjade fallhöjden mellan Brunnsviken och den lägre Saltsjön. Enligt en jordförteckning från 1790-talet hade arrendatorn till Åhltorp, bergsrådet Johan Olof Rudbeck. Vid den tiden och fram till 1800-talets andra hälft låg Ålkistans värdshus norr om ån. 1863-64 sprängdes Ålkistekanalen upp.
Söder om den nysprängda Ålkistan uppfördes under 1860- och 1870-talen samt vid sekelskiftet 1900 ett antal sommarvillor. Två av dem byggdes mot Brunnsviken och finns bevarade: Villa Fridhem och Villa Sofielund. Villorna mot Lilla Värtan hette bland annat Åminne, Anneberg, Torphagen, Montebello och Ekhagen. Den senare gav bostadsområdet Ekhagen sitt namn. Villa Ekhagen försvann redan på 1930-talet, medan de andra revs fram till och under 1970-talet.

### Historiska kartor

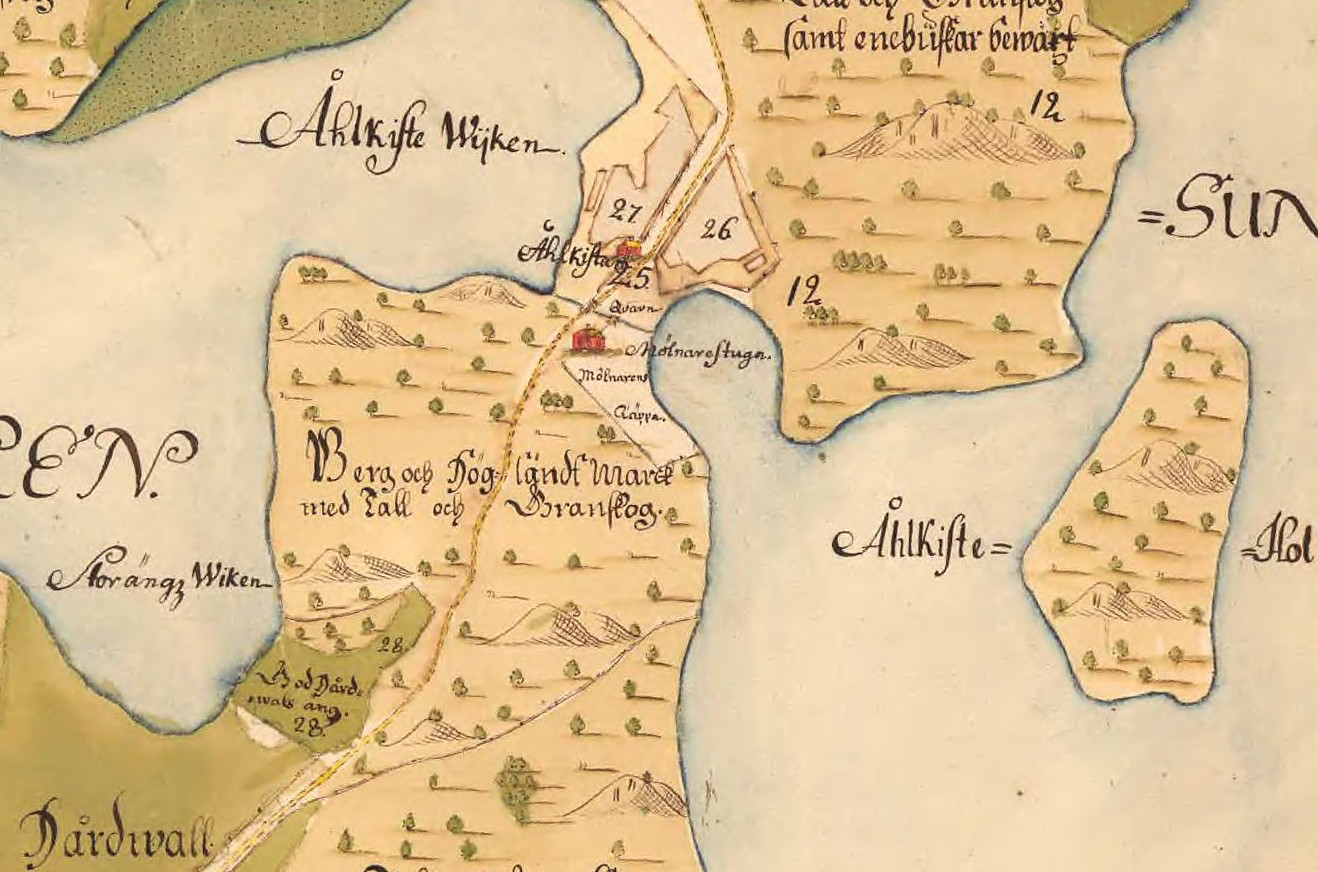
1709.
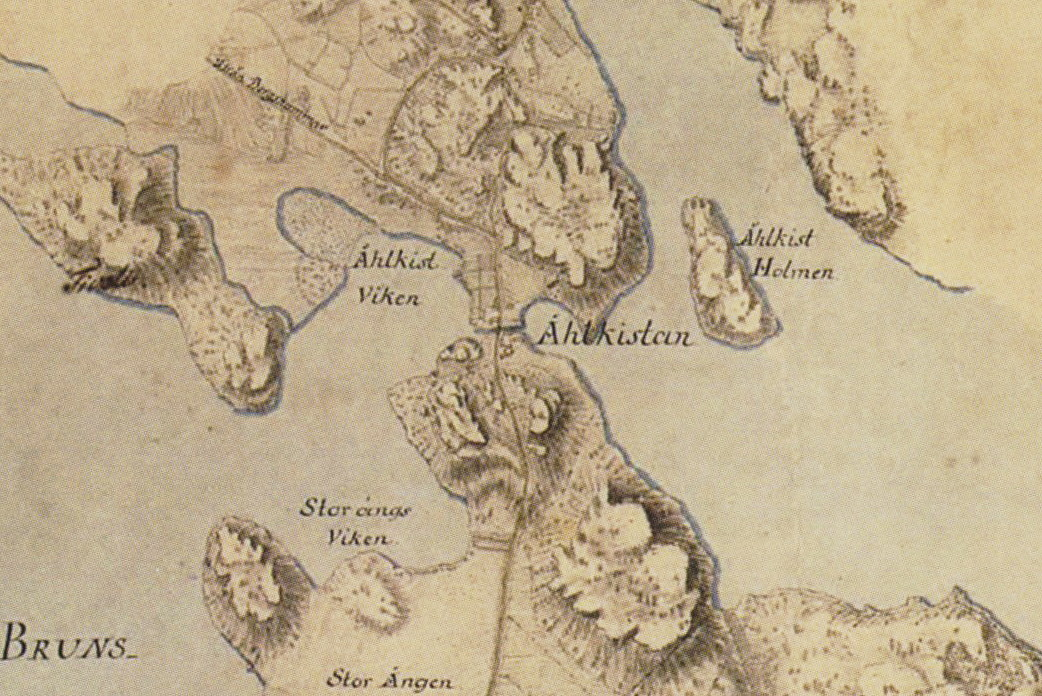
1794.
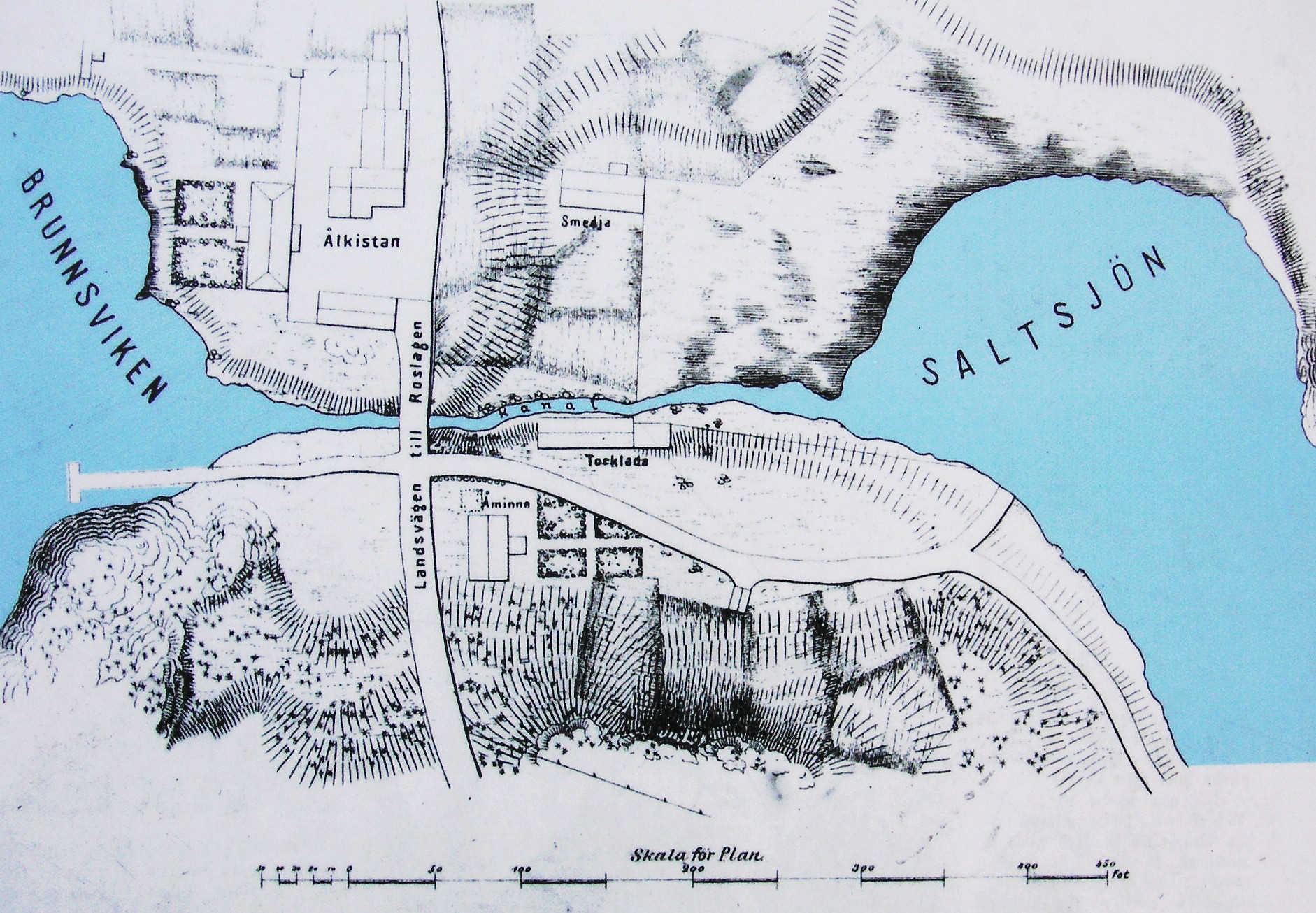
1880.
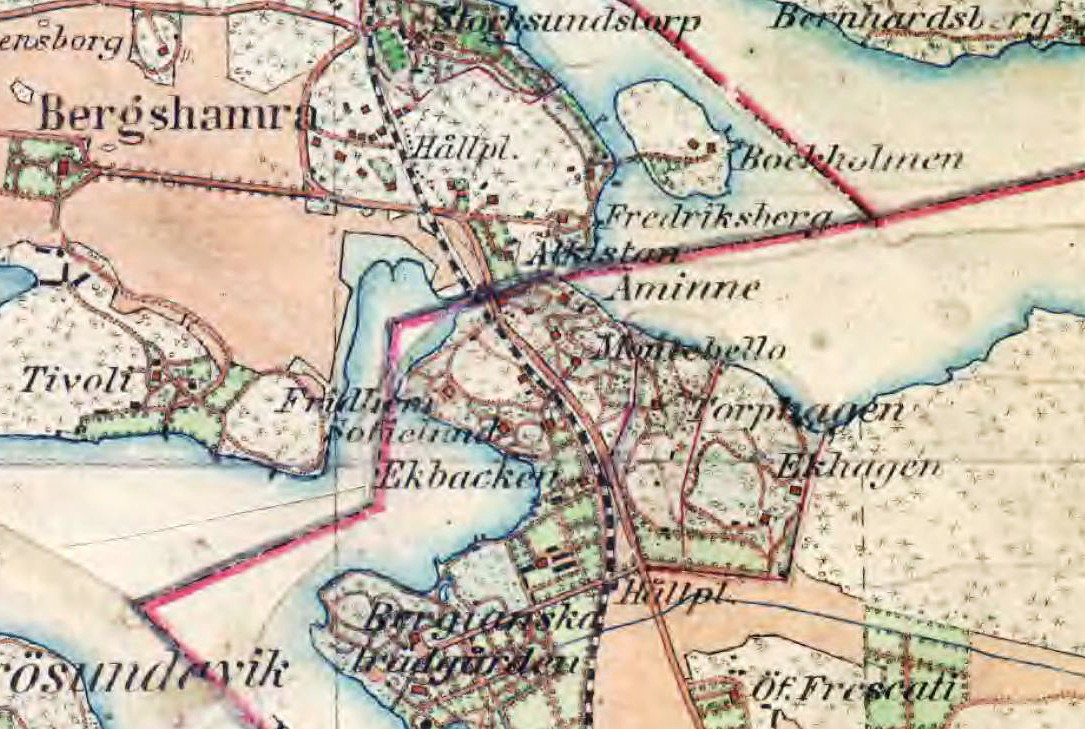
1905.

## Kanalen
Ån vid Ålkistan hade i århundraden varit passage mellan Lilla Värtan och Brunnsviken men blev genom landhöjningen så grund att den vid 1800-talets mitt inte längre var farbar. För att återställa farleden beslöt kung Karl XV att låta spränga en knappt 200 meter lång kanal som anlades 1863–1864 och öppnades för trafik 1865. Bygget kostade 34 208 kronor. Anläggningen av kanalen föranleddes även av den dåliga vattenkvaliteten i Brunnsviken på grund av att avlopp och avfall från Stockholm belastade sjön. För att möjliggöra en slusslös förbindelse med Lilla Värtan sänktes vattennivån i Brunnsviken med cirka 1,25 meter. Detta hade även till följd att några grunda kanaler vid Hagaparken torrlades. Samtidigt blev det nu möjligt att trafikera Brunnsviken med ångslup. 
Största tillåtna båtbredd är 4,0 meter med djupgående 1,6 meter och segelfri höjd 8 meter. Farleden försågs år 2000 med "trafikljus" som förbjuder möte i kanalen. Anledningen var flera olyckstillbud orsakade av ökad turisttrafik med stora båtar och båtar från båtklubbar samt mängder av kanoter.

### Historiska bilder

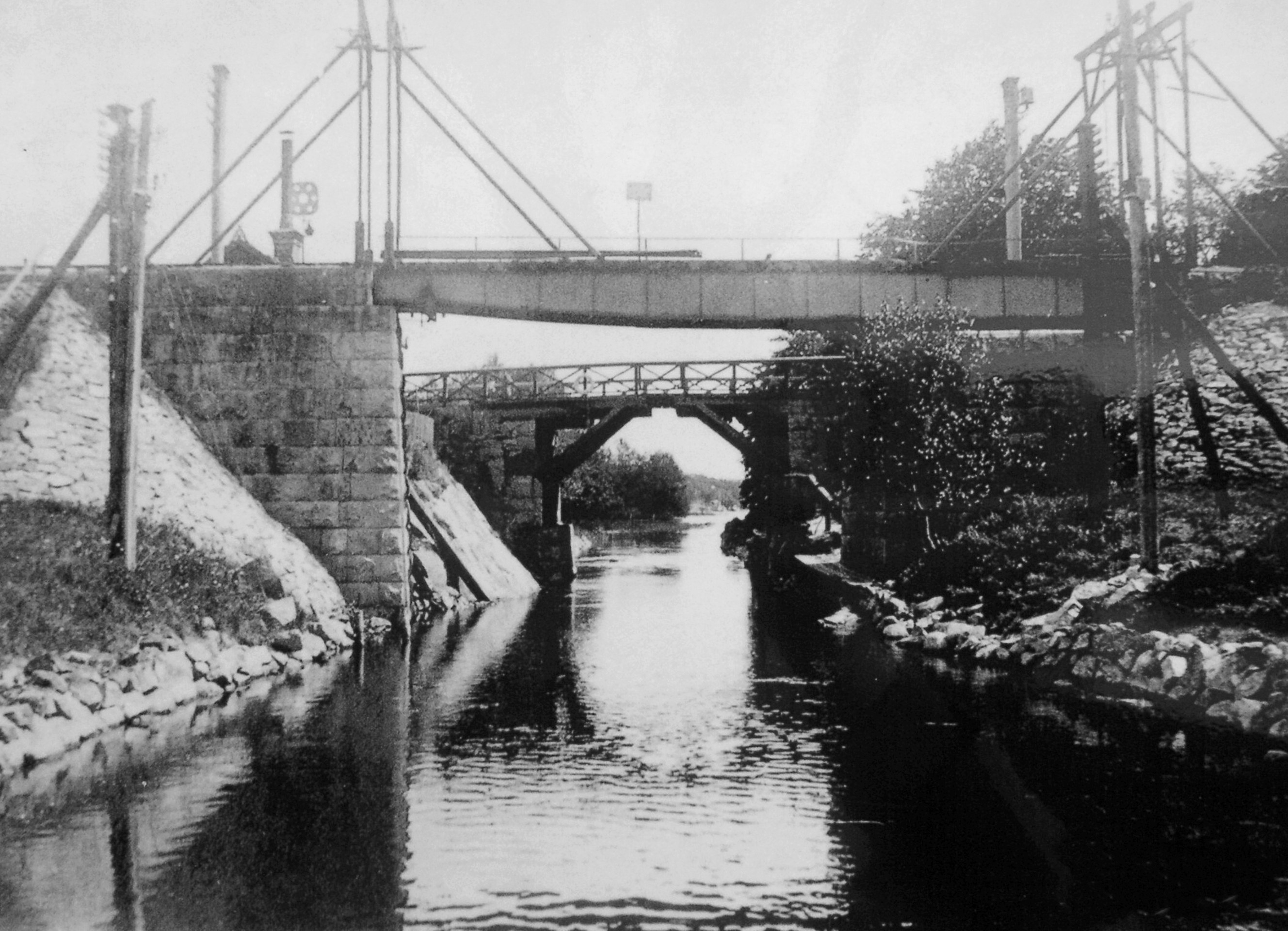
Gamla Ålkistebroarna österut, 1900.
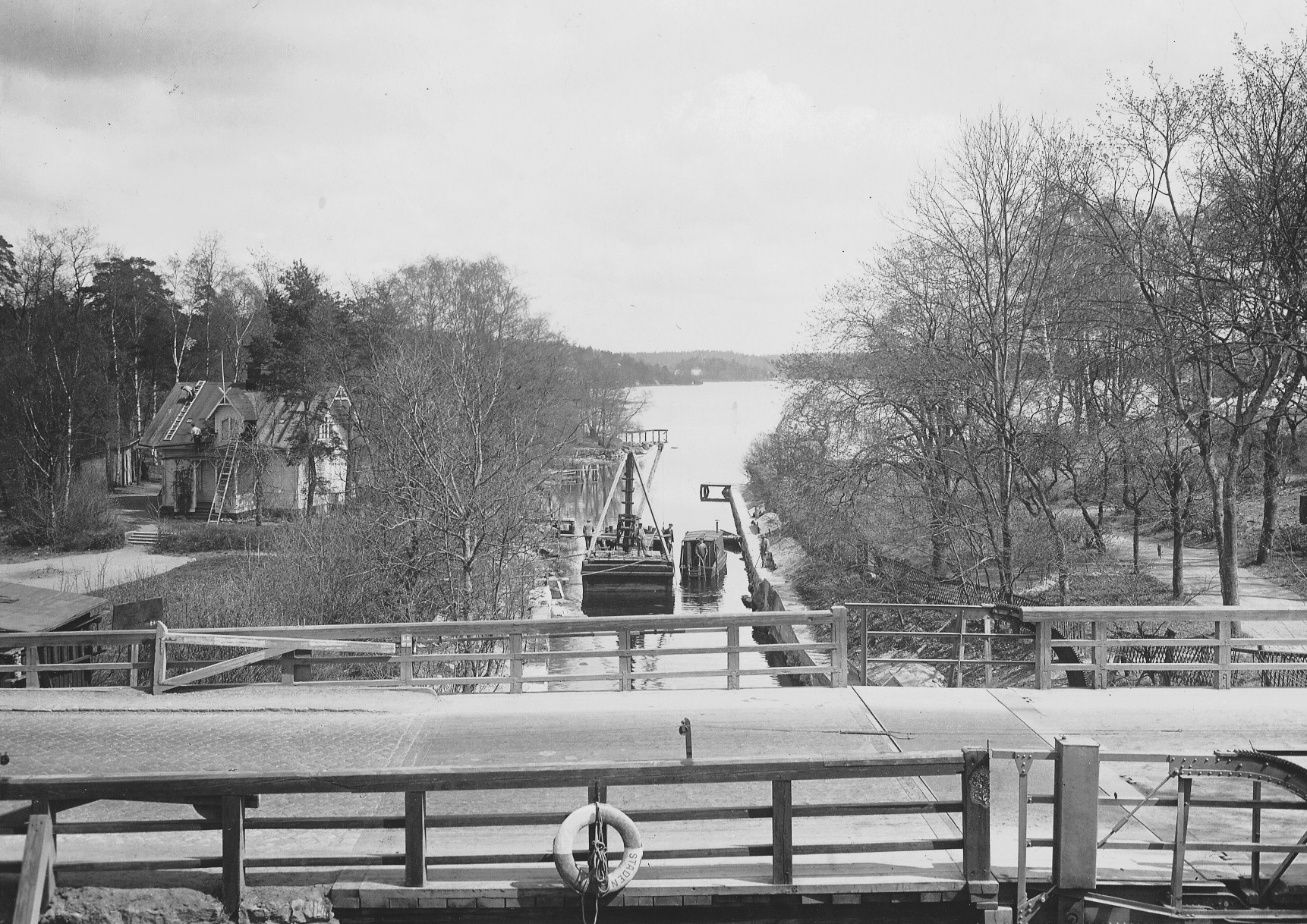
Gamla Ålkistebron österut, 1928.
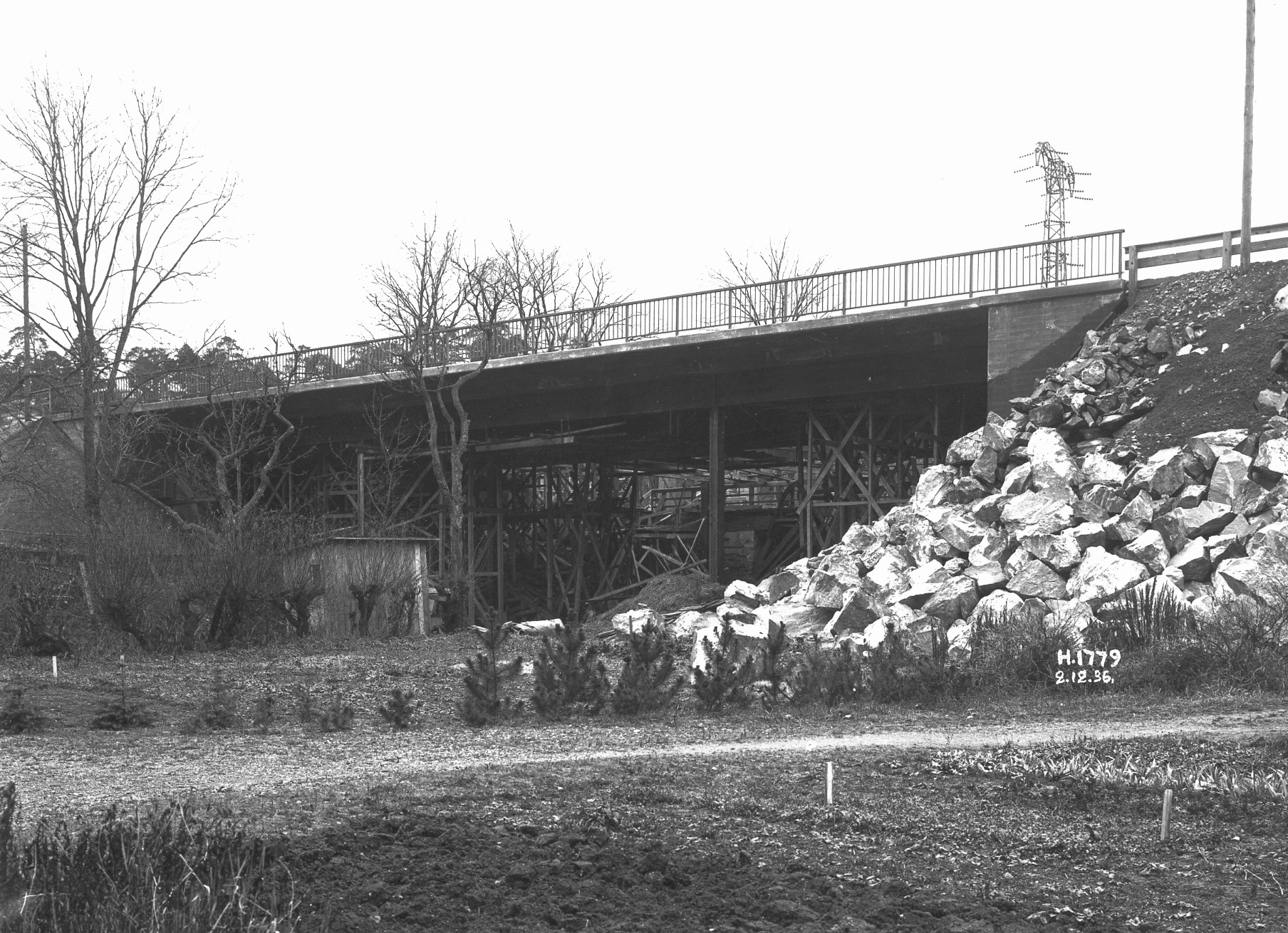
Nya Ålkistebron under uppförande, 1936.
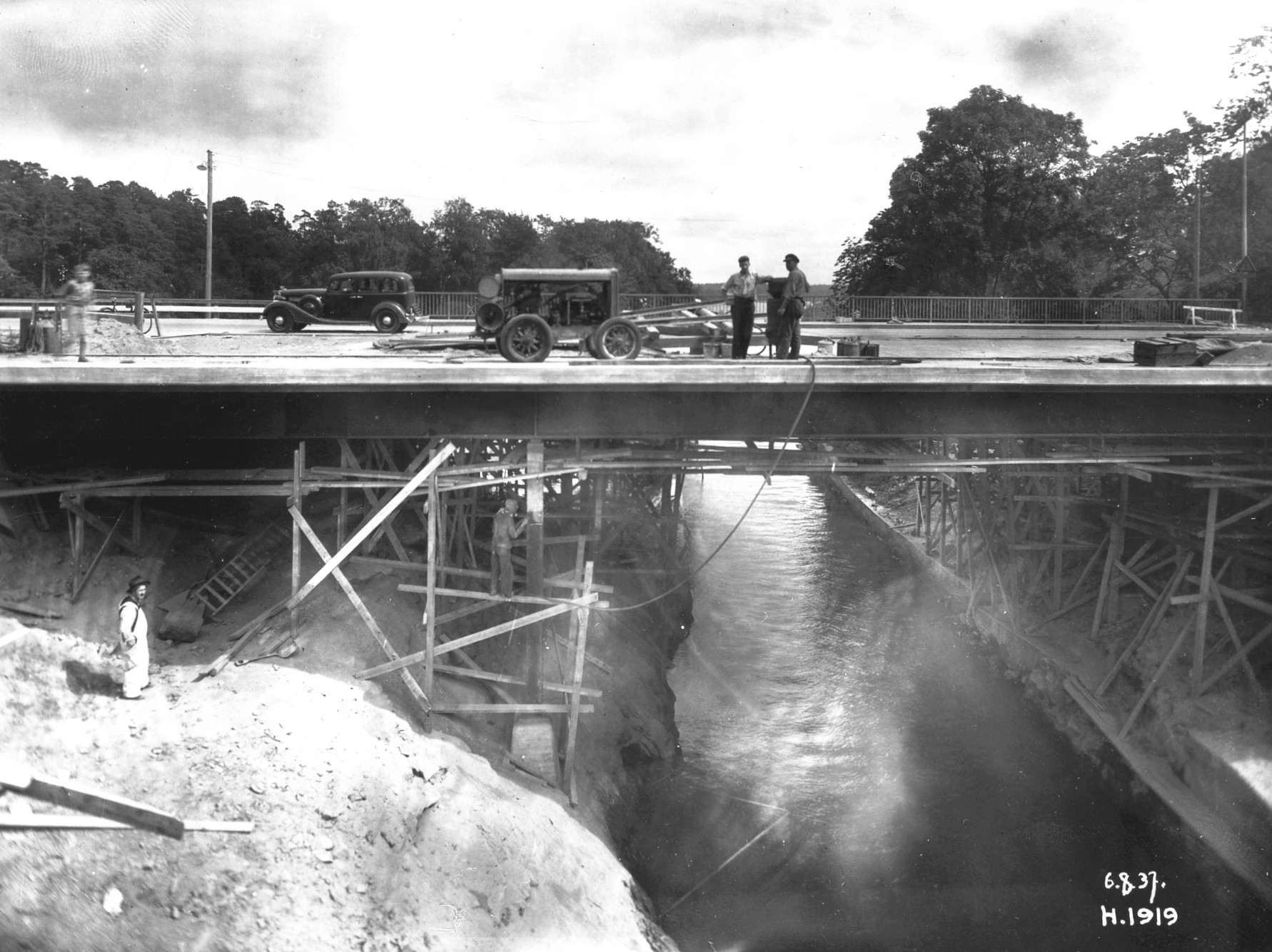
Nya Ålkistebron under uppförande, 1937.

### Nutida bilder

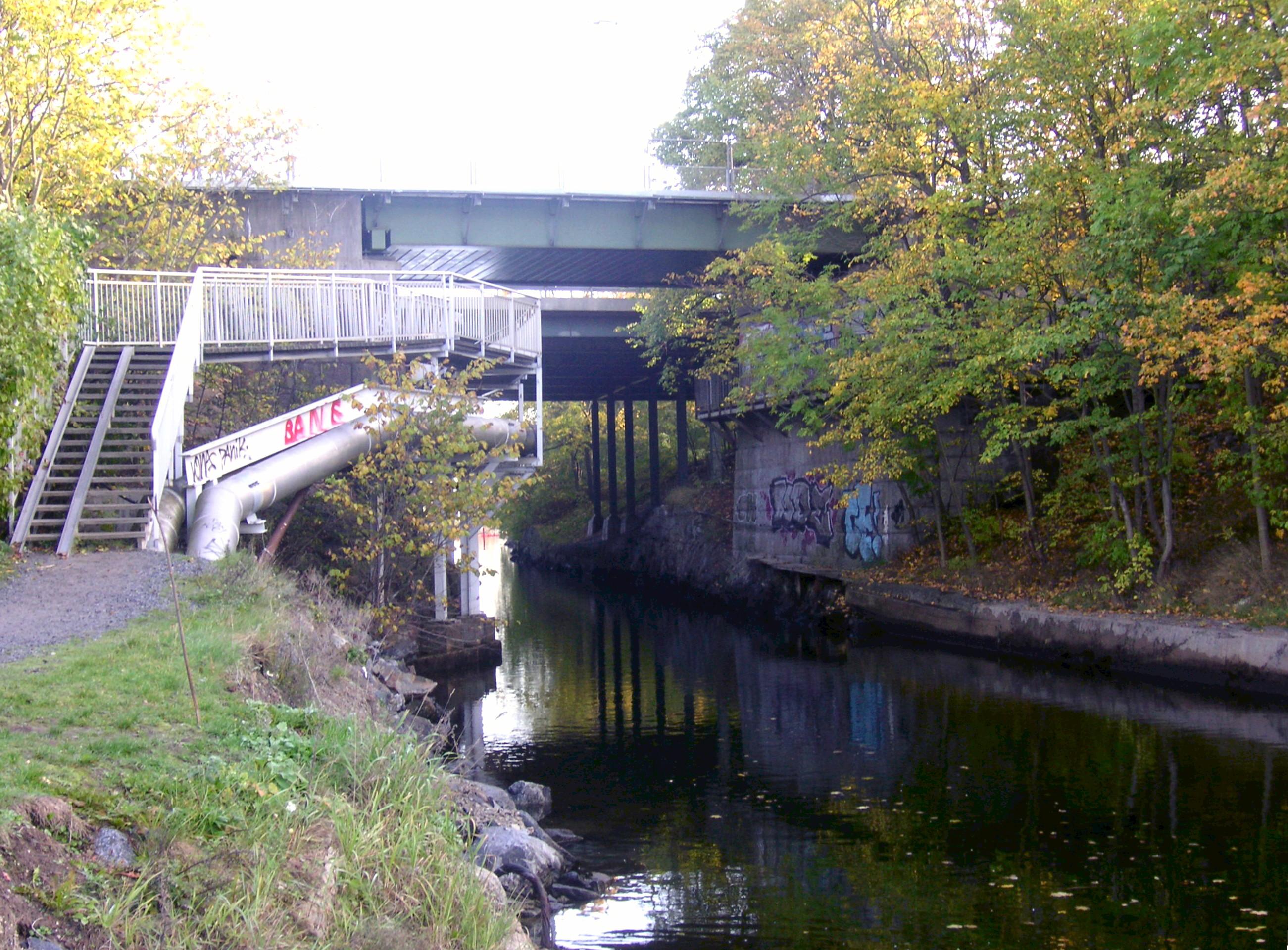
Ålkistekanalen och -bron sedda från Brunnsviken.
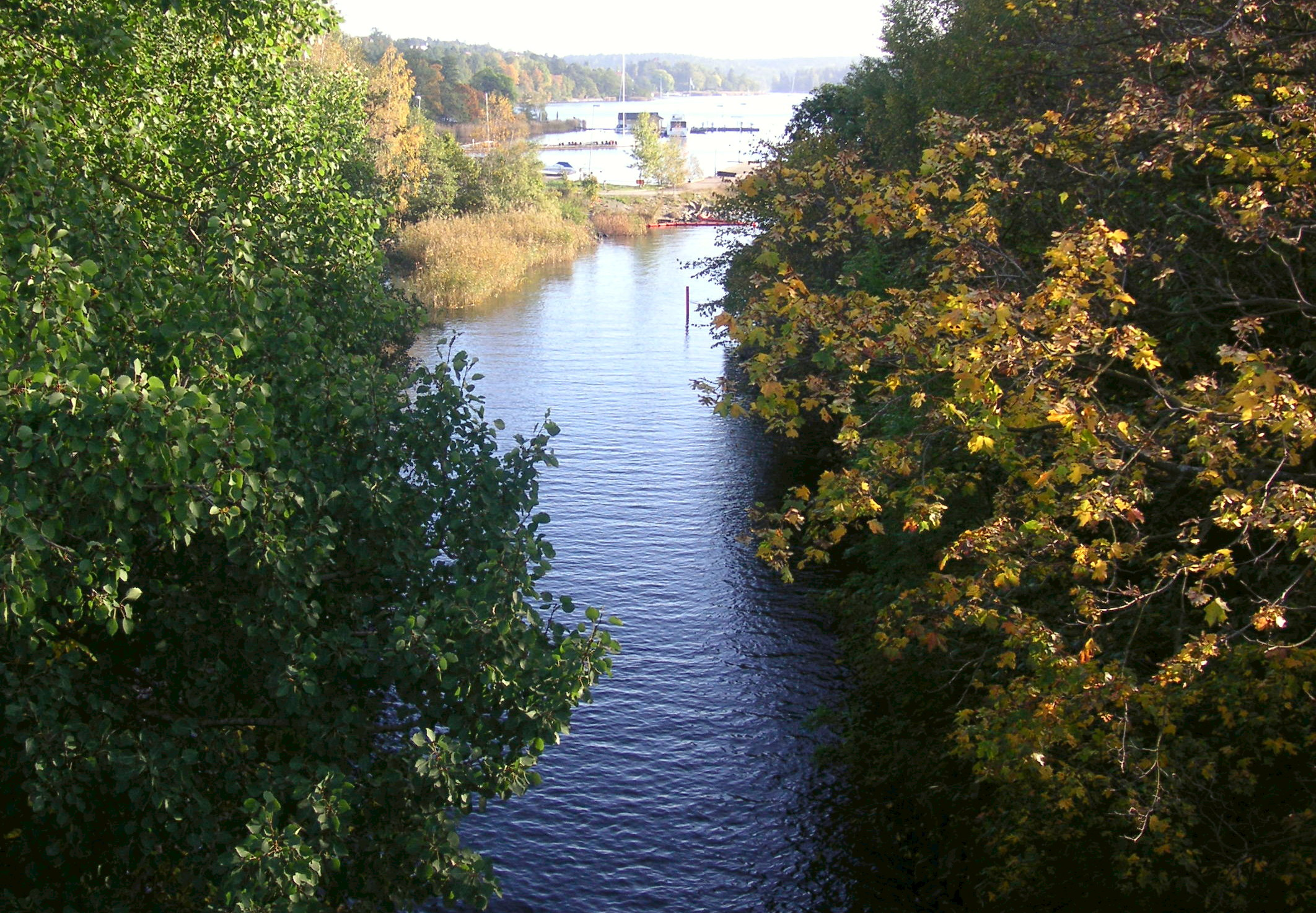
Ålkistekanalen österut mot Lilla Värtan.
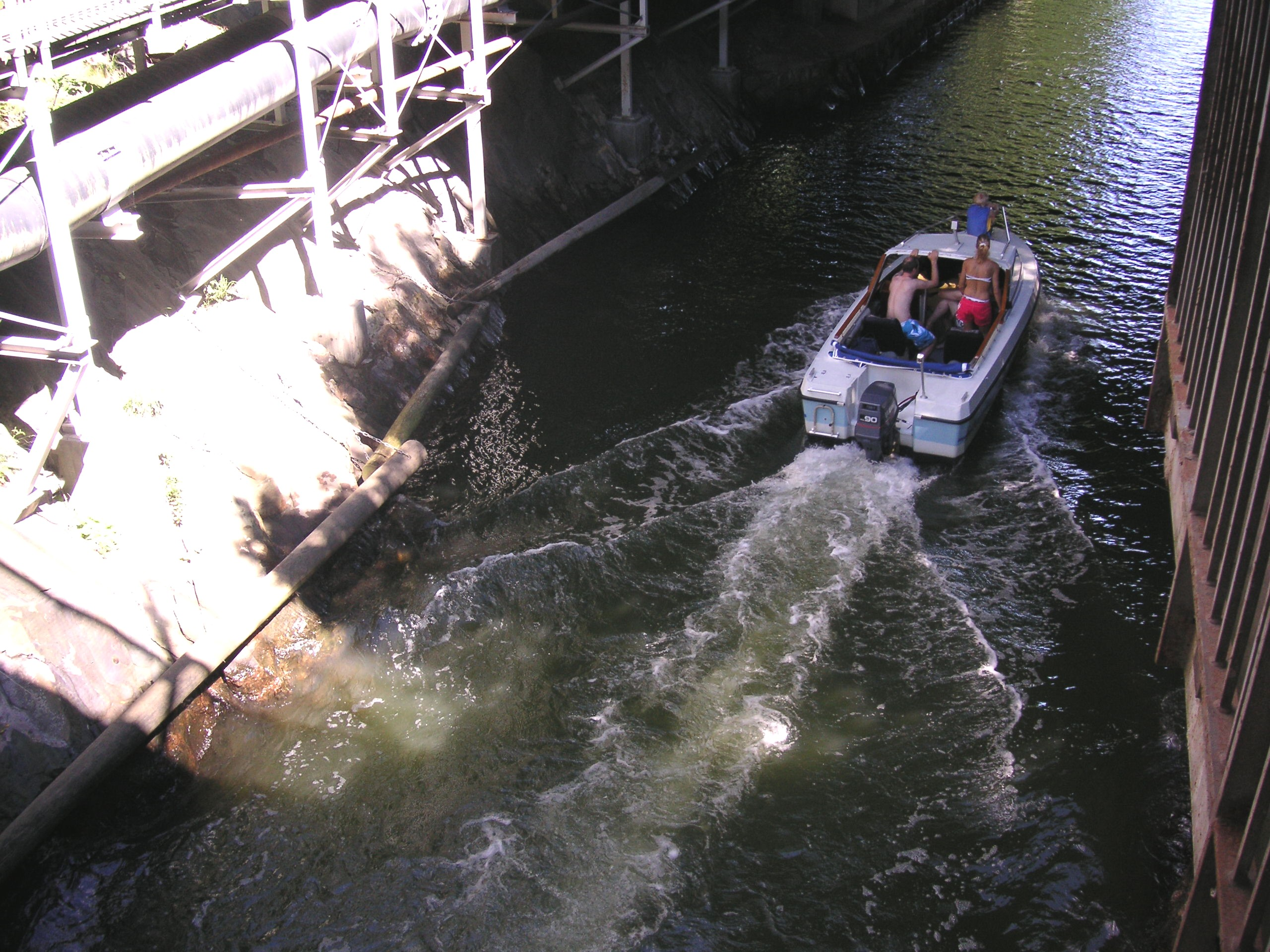
Båt i Ålkistekanalen på färd österut.
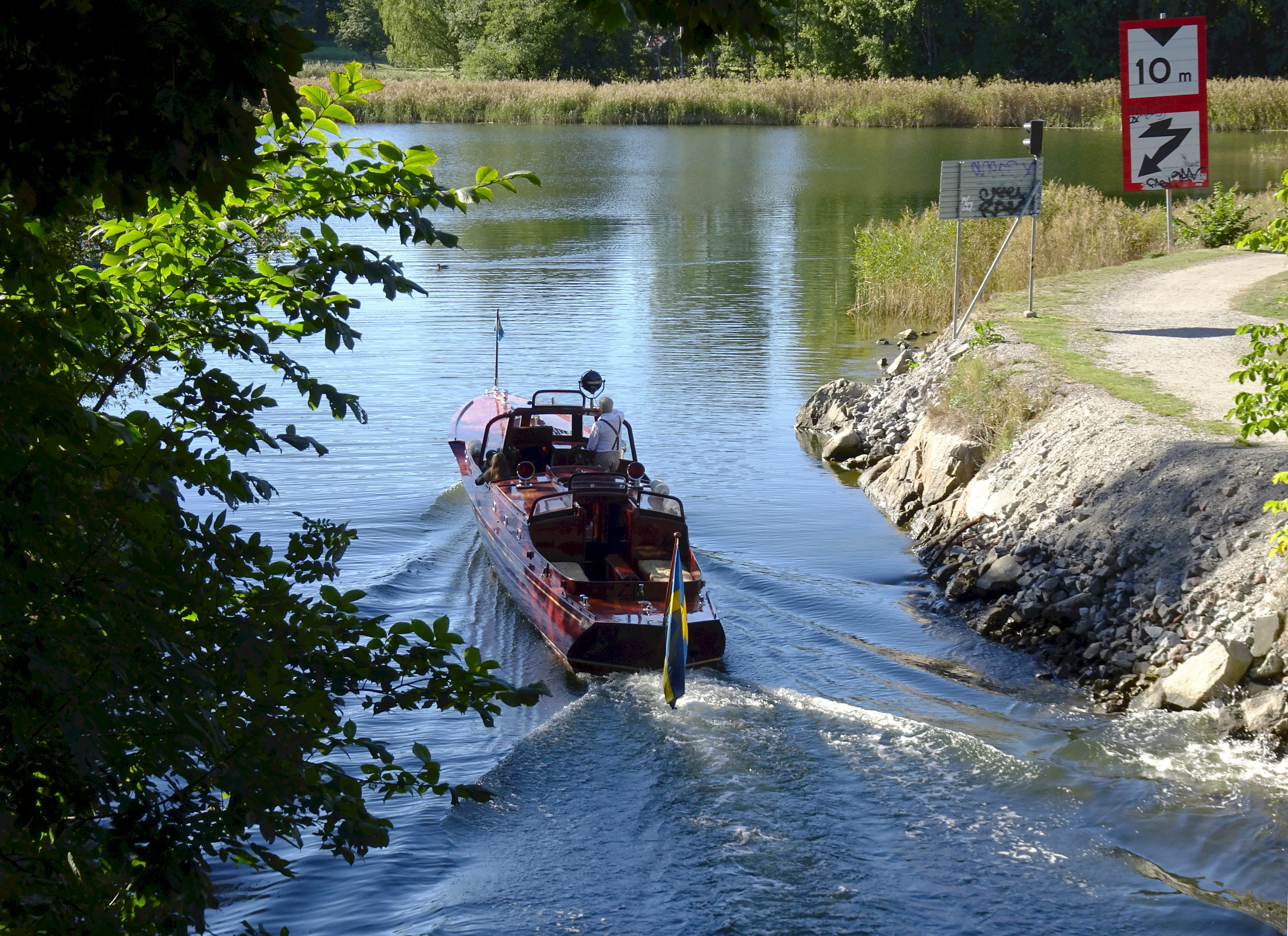
Ålkistekanalen västerut mot Brunnsviken.